# Tropicosa moesta
Tropicosa moesta is een spinnensoort uit de familie van de wolfspinnen (Lycosidae).
De wetenschappelijke naam van de soort werd in 1876 als Lycosa moesta gepubliceerd door Holmberg.